# Paul (film)
A Paul 2011-es sci-fi filmvígjáték Greg Mottola rendezésében. A forgatókönyvet Simon Pegg és Nick Frost írták, akik egyben a főszereplők is. A címszereplő űrlény hangját Seth Rogen szolgáltatja. A film két sci-fi rajongóról szól, akik találkoznak egy szarkasztikus űrlénnyel, és segítenek neki megmenekülni a titkosszolgálattól, hogy visszatérhessen a bolygójára. A film a science fiction filmek paródiája, de a műfaj rajongóit is parodizálja.
A Paul 2011. február 14-én jelent meg a brit mozikban, Amerikában pedig 2011. március 18-án mutatták be. Általánosságban pozitív kritikákat kapott, és 98 millió dolláros bevételt hozott a 40 millió dolláros költségvetéssel szemben.

## Rövid történet
Két képregény-rajongó elutazik az 51-es körzetbe, ahol egy űrlénybe ütköznek. A párosnak ki kell találnia, hogyan juttassák vissza az idegent az űrhajójához, miközben titkosügynökök üldözik őket.

## Szereplők
- Simon Pegg: Graeme Willy
- Nick Frost: Clive Gollings
- Seth Rogen: Paul (hang)[3]
- Jason Bateman: Lorenzo Zoil különleges ügynök
- Kristen Wiig: Ruth Buggs
- Bill Hader: Haggard ügynök
- Blythe Danner: Tara Walton
  - Mia Stallard: fiatal Tara Walton
- Joe Lo Truglio: O'Reilly ügynök
- John Carroll Lynch: Moses Buggs, Ruth apja
- Jane Lynch: Pat Stevens
- David Koechner: Gus
- Jesse Plemons: Jake
- Sigourney Weaver: "The Big Guy"[4]
- Syd Masters: önmaga
- Jeffrey Tambor: Adam Shadowchild
- Steven Spielberg: önmaga (hang)

## Fogadtatás
A Rotten Tomatoes oldalán 70%-ot szerzett 207 kritika alapján, és 6.30 pontot szerzett a tízből. A Metacritic honlapján 57 pontot szerzett a százból, 37 kritika alapján. A CinemaScore oldalán pozitív minősítést kapott.
Az Empire magazin négy csillaggal értékelte a maximális ötből. Az SFX magazin szintén négy csillaggal értékelte az ötből. Peter Bradshaw két csillagot adott a filmre a maximális ötből. Nigel Andrews kritikus egy csillagot adott a filmre. '